# 日本国債

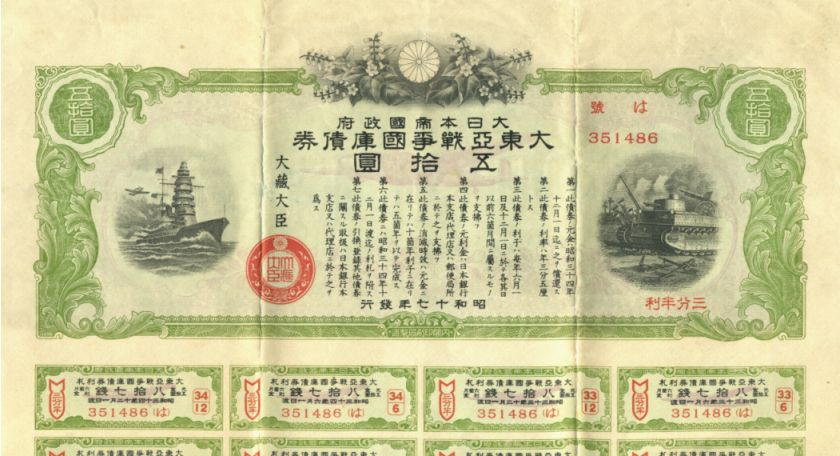
第二次世界大戦中に発行された日本の戦時国債（戦争国債）。戦後のインフレによりほぼ無価値となった。

日本国債（にほんこくさい、英: Japanese Government Bond, JGB）は、日本国政府が発行する公債であり、「国債ニ関スル法律」（明治39年法律第34号）に基づいて起債される。法令上は単に「国債」であり、英名「Japanese Government Bond」（JGB）も用いられる。日本国の運営に必要な資金を集めるために発行される。
国債とは、日本国政府の金銭債務を意味するが、これに対応する権利を標章する証書（国債証券）を意味する場合もある。後者は、「国庫債券」とも称されるが、この「国庫債券」という語句は、特定の種類の国債証券の「名称」（例：「利付国庫債券（五年）」）として用いられることが多い。
国債の各銘柄の金利は、1998年までは東京証券取引所の統計値から算出されていたが、2010年以降は日本証券業協会が公表する統計値から算出されている。
量的金融緩和政策は2013年初頭に株価の高騰を招き、10年フォワード金利（英：10-years forward）は少々上昇したが、日本国債への影響は限定的だった。異次元緩和後は約70％の日本国債は日本銀行によって保有され、残りは日本の銀行等や信託基金（英:trust fund）などの機関投資家が主な保有者である。その結果、日本国債は他国の債券市場から独立した動きをするようになる、一例として信用格付けの変化に対する感受性が他国のそれと違うことである。日本国債をショート（空売り）することは上記のファンダメンタルに反するが、価格の下方硬直性（英: downward price resilience）により「未亡人造りの取引（英：widowmaker trade）」としてバイサイド（運用会社）に知られるようになった。
税収の半分以上は債券利子に費やされていたが、2011年の福島第一原子力発電所事故による輸入エネルギーの費用の増加は、日本の経常収支を赤字に導き、政府に外国資金に頼ることを強いるのではないかという不安を与えた。

## 種類
日本の国債には多くの種類がある。それらは発行の目的や償還期間の長短などにより分類される。国債の額面は、15年変動利付国債とインフレ連動債が10万円、個人向け国債が1万円、そのほかは5万円である。物価連動国債と国庫短期証券（短期国債）は法人のみ購入が可能で、個人向け国債は個人のみ購入が可能である。
2003年1月27日以降に発行された物価連動・個人向けを除く固定利付国債は、元本部分と利札部分を分離して別々に流通させることができるようになった（ストリップス債）。これらの分離された元本部分、利札部分はそれぞれ割引債であり、分離元本振替国債、分離利息振替国債と呼ばれる。名前に「振替」の文字が入っているのは、これらの分離国債が振替決済制度によってのみ流通することができるからである。従って個人は購入できない。

### 利払いや償還額による分類
- 固定利付債
  - 半年ごとに一定の利子が支払われ、償還時に額面金額が支払われる。
- 変動利付債
  - 半年ごとに支払われる利子の額が市場金利によって毎回見直される。償還時に額面金額が支払われる。
- インフレ連動債
  - 金利は固定であるが、元本と利息が全国消費者物価指数に連動して増減する。
- 割引債
  - 途中での利払いはないが、額面を下回る額で発行され、償還時に額面金額が支払われる。かつては3年や5年のものが発行されたことがあるが、2002年11月以降は短期のものしか発行されていない。

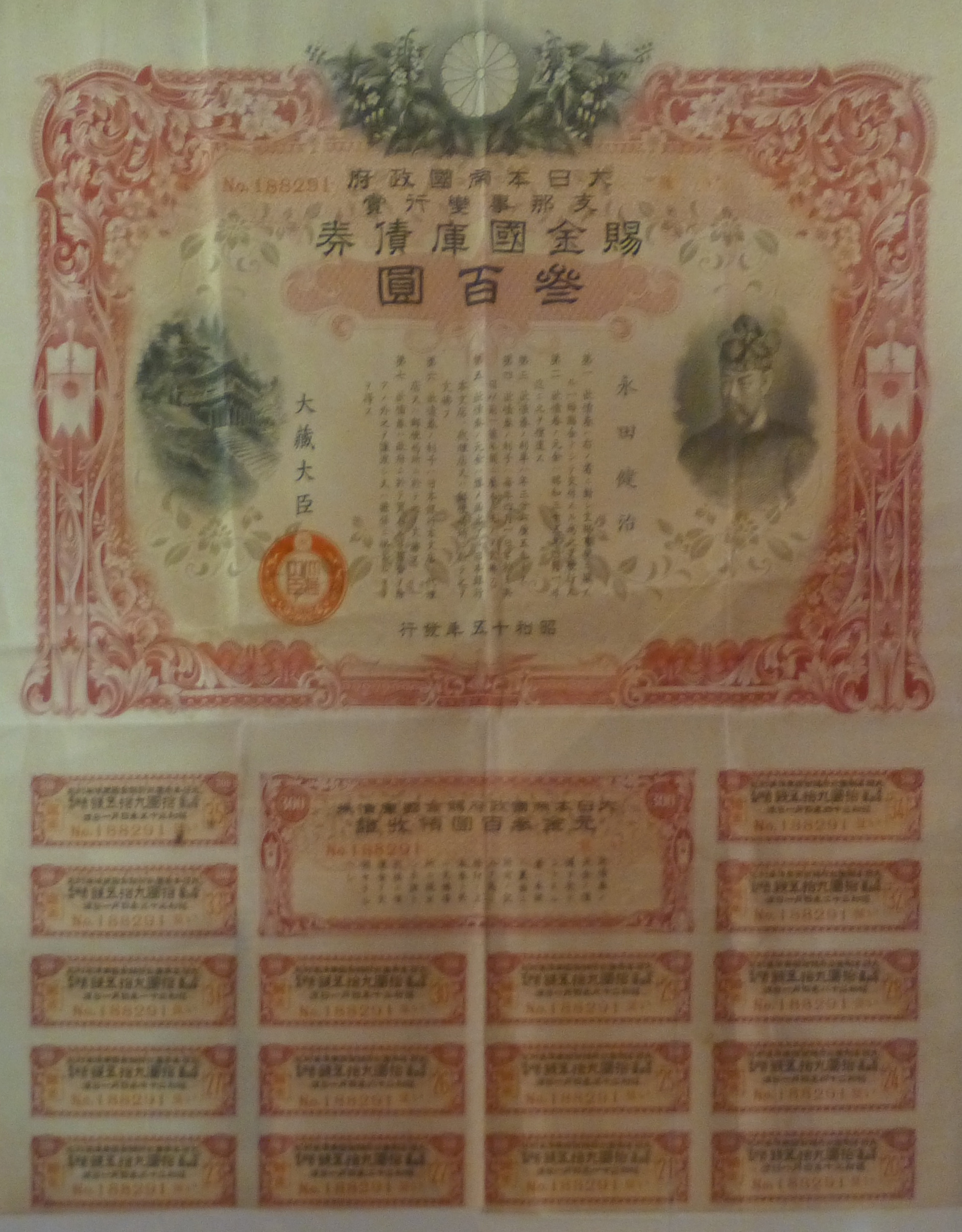
第二次世界大戦中に発行された日本の戦時国債（戦争国債）

### 目的による分類
- 普通国債
  - 建設国債（4条国債） 道路、住宅、港湾等の社会資本の建設のため、財政法第4条に基づき発行される。
  - 赤字国債（特例国債） 歳入の不足を補うために、1年限りの特例公債法を制定して発行される国債である。
- 交付国債
- 財政投融資特別会計国債（財投債）
- 借換国債（特別会計に関する法律第46条及び第47条）
- 個人向け国債 10年変動金利のもの（2003年3月 - ）、5年固定金利のもの（2006年1月 - ）と3年固定金利のもの（2010年6月 - ）がある。いずれも、中途解約の際の買い取り額保証を定めているのが特色である。一定期間売却できない代わりに、その期間を過ぎれば国が額面で買い取る条件がついている[6]。なお、2011年12月以降に募集するものについては東北地方太平洋沖地震（東日本大震災）の復興財源として活用するために、名称を「個人向け復興国債」としている[7]。

### 償還期間による分類
- 超長期国債
  - 15年（変動利付国債）・20年（利付債）・30年（利付債）・40年（利付債）
- 長期国債
  - 10年（利付債）・10年（個人向け国債）・10年（物価連動国債）
- 中期国債
  - 2年（利付債）・3年（利付債）・3年（割引債）・4年（利付債）・5年（利付債）・5年（割引債）・5年（個人向け国債）・6年（利付債）
    - 4年債は2001年2月以降、6年債は2001年3月以降は5年利付債に統合されたため発行を停止した。割引債は、3年債は2002年11月に、5年債については2000年9月をもって発行を打ち切っている。
- 国庫短期証券（短期国債）
  - 2か月程度（割引債）・3か月（割引債）・6か月（割引債）・1年（割引債）

### 発行方式による分類
有価証券が発行されるもの（国債証券）と発行されないもの（登録国債及び振替国債）がある。振替国債については、日本銀行が振替機関である。

## 取引方法
| 日本国債                   | 利回り  |
| -------------------------- | ------- |
| 日本10年国債               | 1.05%   |
| 日本10年国債 物価連動国債  | -0.376% |
| 2024年11月末現在。円建て。 |         |

個人向け国債は日本国内の金融機関などで購入できる。購入日から一年たてば償還日前でも解約が可能である。自然人への譲渡は可能であるが市場はない。法人への譲渡はできないため金融機関は買い取れない。
通常の利付国債は新規の場合は財務省への入札で購入する(通常は「プライマリーディーラー」と呼ばれる金融機関などを経由して入札)。また、取引市場がありすでに市中に出回っている国債を買う事も出来る。財務省は償還日にならないと返金はしないが、償還日前に市場の希望する誰か（投資家や金融機関など）に売却することも出来る。
金融機関では個人向け国債と通常の利付国債は取り扱いが無い場合や、片方しか取り扱いがない場合もある。
- 個人向け国債 - 個人のみ取引可能。以下の3種類ある。最低金利保証がある代わりに、金利が若干悪くなっている。[10]
  - 固定金利型3年満期
  - 固定金利型5年満期
  - 変動金利型10年満期
- 通常の利付国債 - 個人・法人問わず取引可能

通常の10年国債と物価連動10年国債の利回りの差が10年間の予想インフレ率である。物価連動国債の利回りが0%以下の場合は、インフレを加味すると、株式とは異なり資産を増やすような金融商品ではないことを意味している。
日本銀行のマイナス金利政策により、日本国債の利回りがマイナス金利となっていることが多々あるが、マイナス金利であるということは元本割れするということを意味している。決済用預金は利回り0%だが、国が全額保護するため、マイナス金利の国債よりも得である。
現在は、国債の株式等振替制度により、紙での受け渡しはされなくなっている。

### 国債保護預かり口座
個人向けには、証券を販売金融機関に保護預かりする制度があり、銀行・協同組織系金融機関・ゆうちょ銀行の場合、総合口座に「国債（公債）保護預かり口座」をセット（担保に組み込む）すると、総合口座普通預金の残高が不足した場合に、国債預かり残高の一定額（ゆうちょ銀行の場合は額面の80%まで）を限度に、「総合口座担保定期預貯金」と同様に、自動融資（口座貸越）・担保自動貸付けが受けられる場合がある。ただし、足利銀行など、取扱いを取りやめた、または取り扱わない金融機関もある。ゆうちょ銀行(旧郵便貯金)の場合は、「国債保護預かり口座帳」で直接貸付を受けることも可能である。
ゆうちょ銀行は保護預かり口座に旧郵便貯金のように通帳状にした「国債保護預かり口座帳」を発行しているが、それ以外の金融機関ではそのようなものは発行せずに利払日や手続きごとに取引内容を報告書形式で郵送する方法が主流となっている。（ゆうちょ銀行・郵便局でも都度報告書は発送している。）
一部の銀行・証券会社は「国債保護預かり口座管理料」の名目で保管料を徴収する。また、ゆうちょ銀行では国債購入と同時に口座を開設した場合は無料だが、そうでない場合は213円の口座開設手数料が必要である。

### 関連する金融商品
東京証券取引所には下記 上場投資信託 （ETF）が上場している。
- iシェアーズ・コア 日本国債 ETF（2561）- FTSE日本国債インデックスを対象指標としたもので、これは、国債の利回りを市場の時価総額で加重平均したもの。[15][16]

投資信託もいくつかある。先物取引に関しては国債先物取引を参照。

## 発行と流通のしくみ
日本国債は入札方式により銀行・証券会社・生損保等の金融機関が購入し、これがその他の機関投資家や個人に販売される。また、財投債という形で郵貯・簡保・年金資金運用基金が引き受けている部分もある。2005年（平成17年）度以前は「シンジケート団（シ団）引き受け」と呼ばれる金融機関が共同で引き受ける方式も行われていたが、2005年度末をもって廃止された。流通においては、通常の売買、レポ・現先といった貸借取引の他、公開市場操作も大きな役割を担っている。

### 銀行の取引方法
政府は民間銀行に預金口座を保有しておらず、日本銀行にのみ口座を開設しているため、銀行が国債を購入するには、銀行が日本銀行に保有する当座預金残高を利用するしかない。銀行が国債を購入するプロセスは、具体的には以下の通りである。
1. 銀行が国債（新規発行国債）を購入すると、銀行保有の日銀当座預金は、政府が開設する日銀当座預金勘定に振り替えられる
2. 政府は、たとえば公共事業の発注にあたり、請負企業に政府小切手によってその代金を支払う
3. 企業は、政府小切手を自己の取引銀行に持ち込み、代金の取立を依頼する
4. 取立を依頼された銀行は、それに相当する金額を企業の口座に記帳する（ここで新たな民間預金が生まれる）と同時に、代金の取立を日本銀行に依頼する
5. この結果、政府保有の日銀当座預金（これは国債の銀行への売却によって入手されたものである）が、銀行が開設する日銀当座預金勘定に振り替えられる
6. 銀行は戻ってきた日銀当座預金でふたたび国債（新発債）を購入することができる

以上のプロセスが示すように、銀行は集めた民間預金を元手に国債を購入しているわけではなく、日銀が供給した日銀当座預金を通じて、国債を購入しているため、銀行の国債購入は、民間預金の制約を一切受けず、銀行が国債を購入して政府が支出する場合、銀行の日銀当座預金の総額は変わらない。また、政府が国債を発行して、財政支出を行った結果、その支出額と同額の民間預金が新たに生まれる。つまり、財政赤字による政府支出は、民間預金を減らすのではなく、逆に増やすことになる。それゆえ、財政赤字の増大によって民間資金が不足し、金利が上昇するなどということは起き得ない。

### 入札方法
- コンベンショナル方式
- ダッチ方式
- 非価格競争入札

## 歴史と動向
1871年8月29日の廃藩置県の際に、藩の持っていた債務を地方債とするのではなく国債に振り替えた。その際、利息の支払い条件なども変えたので、債務不履行となった。詳細は廃藩置県を参照。
大東亜戦争（太平洋戦争）当時の1944（昭和19）年度末において国の債務残高は国民所得の260 %を超える水準であった。
日本では、戦後混乱期の1947年（昭和22年）には国債発行額が税収を上回り、それが戦後インフレの原因になったという反省から財政法が制定され、赤字国債の発行と日銀の赤字国債引き受けを禁止して、均衡財政主義を取ることとなった。55年体制となってから地銀の有価証券保有高は目立って上昇し、特に国債保有高が伸びた。しかし1965年（昭和40年）補正予算で赤字国債（2590億円）の発行が再開され、翌1966年（昭和41年）度予算では7300億円の建設国債が予定された。1990年（平成2年）にはバブル景気の税収増によりいったん発行額ゼロになるも1994年（平成6年）には再開され、その後に至っている。
1995年（平成7年）の村山内閣 (改造)で、当時の武村正義大蔵大臣は、増発される赤字国債による「財政危機宣言」をしている。
1998年（平成10年）に小渕内閣が発行した国債40兆円の多くが、2008年（平成20年）に償還期限を迎えた。それにより国債危機が発生するのではないかと言われていた（2008年問題と呼ばれていた）。実際には、すでに各種の借換対策が進行しており、2008年における償還集中は回避された。このため、デュレーションに由来する問題は発生しない。
2010年（平成22年）からは中華人民共和国が世界最大の日本国債保有国となった。記録的な大量購入は国内外の注目を集め、同年9月9日に当時の野田佳彦財務大臣 (日本)は中国政府にその意図に関する説明を求めると述べた。2014年に中国は残高を急減させたものの売越額と釣り合わないため、ルクセンブルク名義で中国が保有してるとの見方が浮上した。
2013年（平成25年）4月5日、東京証券取引所は国債先物取引相場が急落したことを受けて取引を一時的に停止する「サーキットブレーカー制度」を発動、サーキットブレーカーの発動は2008年（平成20年）10月14日以来となった。
2014年（平成26年）4月14日、債券市場で、長期金利の指標となる新発10年物国債の取引が成立しなかった。1日を通して取引が成立しなかったのは、2000年（平成12年）12月26日以来約13年ぶりとなった。
2016年（平成28年）12月末において、日銀が保有する国債残高は前年比で29.5％プラスの331兆円だった。保有者全体に占める比率は32.0％であった。海外勢の国債保有残高は過去最高の110兆円だった。保有比率は10.6％で初めて1割を超えた。一方で銀行の保有残高は過去最低の238兆円、保有比率は23.0％であった。海外勢の顔ぶれはトレーダーによると「外貨準備（ユーロ債の買い手など）のほかヘッジファンドや年金基金などミューチュアルファンドなど」。5年前から海外の国債保有残高は2倍近くに膨らんでおり、特にアメリカの連邦準備制度（FRB）による利上げを見越した中国人民銀行が買越額を最も急増させたとされる。

### 国債残高の推移
オイルショックを背景に1975年から赤字国債が発行され始め、1980年には7兆3150億円分が発行された。1984年から特例公債法が自転車操業を容認するようになった。1990年に湾岸戦争負担金を赤字国債で調達したが、1991-93年の赤字国債の発行実績はゼロとなった。1995年、阪神・淡路大震災の震災特例国債を発行した。一方、バブル崩壊により1994年から減税特例公債が1996年までに8兆644億円発行された。金利の低下などをうけて赤字国債は1998年から無制限発行体制となった。残高増加率が高い小泉純一郎政権時などは借換債と財投債が多く発行されている。借換債により調達した資金は、たとえば外貨準備を増やす目的で発行した外国為替資金証券の償還に使われている。

国債の推移(1982年4月以降)。
赤が内国債、黄色が短期証券、青が借入金、水色が一時借入金。

| 年度 | 年度末国債残高 | 年度末国債残高    | 年度末国債残高 | 年度末国債残高 | 一般会計 税収入 | 名目 GDP | 国債 GDP比率 | 備考                                                                    |
| 年度 | 普通           | 財政投融資他 :102 | 合計           | 前年比         | 一般会計 税収入 | 名目 GDP | 国債 GDP比率 | 備考                                                                    |
| ---- | -------------- | ----------------- | -------------- | -------------- | --------------- | -------- | ------------ | ----------------------------------------------------------------------- |
| 1965 | 0.2            | -                 | 0.2            | +0.2           |                 |          |              | これ以前は国債発行なし。                                                |
| 1966 | 0.9            | -                 | 0.9            | +0.7           |                 |          |              |                                                                         |
| 1967 | 1.6            | -                 | 1.6            | +0.7           |                 |          |              |                                                                         |
| 1968 | 2.1            | -                 | 2.1            | +0.5           |                 |          |              |                                                                         |
| 1969 | 2.5            | -                 | 2.5            | +0.4           |                 |          |              |                                                                         |
| 1970 | 2.8            | -                 | 2.8            | +0.3           |                 |          |              |                                                                         |
| 1971 | 4.0            | -                 | 4.0            | +1.2           |                 |          |              |                                                                         |
| 1972 | 5.8            | -                 | 5.8            | +1.8           |                 |          |              |                                                                         |
| 1973 | 7.5            | -                 | 7.5            | +1.7           |                 |          |              |                                                                         |
| 1974 | 9.7            | -                 | 9.7            | +2.2           |                 |          |              |                                                                         |
| 1975 | 15.0           | -                 | 15.0           | +5.3           |                 |          |              |                                                                         |
| 1976 | 22.1           | -                 | 22.1           | +7.1           |                 |          |              |                                                                         |
| 1977 | 31.9           | -                 | 31.9           | +9.8           |                 |          |              |                                                                         |
| 1978 | 42.6           | -                 | 42.6           | +10.7          |                 |          |              |                                                                         |
| 1979 | 56.3           | -                 | 56.3           | +13.7          | 23.7            |          |              |                                                                         |
| 1980 | 70.5           | -                 | 70.5           | +14.2          | 26.9            | 256      | 28%          |                                                                         |
| 1981 | 82.3           | -                 | 82.3           | +11.8          | 28.9            | 275      | 30%          |                                                                         |
| 1982 | 96.5           | -                 | 96.5           | +14.2          | 30.5            | 289      | 33%          |                                                                         |
| 1983 | 107            | -                 | 107            | +10            | 32.4            | 302      | 35%          | 年間発行額は約14兆円、バブル期の税収増で 国債発行額は91年にかけて減少。 |
| 1984 | 122            | -                 | 122            | +15            | 34.9            | 320      | 38%          |                                                                         |
| 1985 | 134            | -                 | 134            | +12            | 38.1            | 340      | 39%          |                                                                         |
| 1986 | 145            | -                 | 145            | +11            | 41.9            | 357      | 41%          |                                                                         |
| 1987 | 152            | -                 | 152            | +7             | 46.8            | 373      | 41%          |                                                                         |
| 1988 | 157            | -                 | 157            | +5             | 50.8            | 401      | 39%          |                                                                         |
| 1989 | 161            | -                 | 161            | +4             | 54.9            | 429      | 38%          |                                                                         |
| 1990 | 166            | -                 | 166            | +5             | 60.1            | 461      | 36%          |                                                                         |
| 1991 | 172            | -                 | 172            | +6             | 59.8            | 491      | 35%          | 年間発行額約7兆円、以降99年にかけて急増。                               |
| 1992 | 178            | -                 | 178            | +6             | 54.4            | 504      | 35%          |                                                                         |
| 1993 | 193            | -                 | 193            | +15            | 54.1            | 504      | 38%          |                                                                         |
| 1994 | 207            | -                 | 207            | +14            | 51.0            | 511      | 41%          | 発行残高200兆円を超える。                                               |
| 1995 | 225            | -                 | 225            | +18            | 51.9            | 522      | 43%          | 年間発行額20兆円を超える。                                              |
| 1996 | 245            | -                 | 245            | +20            | 52.1            | 536      | 46%          |                                                                         |
| 1997 | 258            | -                 | 258            | +13            | 53.9            | 544      | 47%          |                                                                         |
| 1998 | 295            | -                 | 295            | +37            | 49.4            | 536      | 55%          | 98年以降年間30兆円を超える発行額が継続。                                |
| 1999 | 332            | -                 | 332            | +37            | 47.2            | 528      | 63%          |                                                                         |
| 2000 | 368            | -                 | 368            | +36            | 50.7            | 535      | 69%          |                                                                         |
| 2001 | 392            | 43.8              | 436            | +68            | 47.9            | 532      | 82%          |                                                                         |
| 2002 | 421            | 75.6              | 497            | +61            | 43.8            | 524      | 95%          | 発行残高がGDPを超える。                                                 |
| 2003 | 457            | 91.8              | 549            | +52            | 43.3            | 524      | 105%         |                                                                         |
| 2004 | 499            | 122               | 621            | +72            | 45.6            | 529      | 117%         |                                                                         |
| 2005 | 527            | 139               | 666            | +45            | 49.1            | 533      | 125%         |                                                                         |
| 2006 | 532            | 139               | 671            | +5             | 49.1            | 535      | 125%         |                                                                         |
| 2007 | 542            | 140               | 682            | +11            | 51.0            | 539      | 127%         |                                                                         |
| 2008 | 546            | 131               | 677            | -5             | 44.3            | 527      | 128%         |                                                                         |
| 2009 | 594            | 122               | 716            | +39            | 38.7            | 495      | 145%         | 年間発行額50兆円を超、 発行残高が約600兆円、GDPの1.5倍。                |
| 2010 | 636            | 118               | 754            | +43            | 41.5            | 506      | 149%         | 国債以外に借入金、政府短期証券、 政府保証債務等210兆円の債務がある。    |
| 2011 | 670            | 111               | 789            | +30            | 42.8            | 497      | 159%         | 他、借入金・短期証券・保証債務が215兆円。税収は予算額                   |
| 2012 | 705            | 109               | 821            | +32            | 43.9            | 500      | 164%         |                                                                         |
| 2013 | 744            | 104               | 848            | +27            | 47.0            | 509      | 167%         |                                                                         |
| 2014 | 774            | 99.0              | 873            | +25            | 54.0            | 519      | 168%         |                                                                         |
| 2015 | 805            | 96.1              | 901            | +28            | 56.3            | 538      | 167%         |                                                                         |
| 2016 | 831            | 96.3              | 927            | +26            | 55.5            | 544      | 170%         |                                                                         |
| 2017 | 853            | 94.5              | 948            | +21            | 58.8            | 553      | 171%         |                                                                         |
| 2018 | 874            | 92.2              | 966            | +18            | 60.4            | 557      | 173%         |                                                                         |
| 2019 | 887            | 91.1              | 978            | +12            | 58.4            | 558      | 175%         |                                                                         |
| 2020 | 947            | 119               | 1066           | +88            | 60.8            | 540      | 197%         |                                                                         |
| 2021 | 991            | 105               | 1096           | +30            | 67.0            | 553      | 198%         |                                                                         |
| 2022 | 1027           | 101               | 1138           | +42            | 71.1            | 561      | 203%         |                                                                         |
| 2023 | 1054           | 96.5              | 1151           | +13            | 72.1            | 592      | 194%         |                                                                         |
| 2024 | 1105           | 91.8              | 1197           | +46            | 69.6            | 610      | 196%         |                                                                         |

1. ↑  補正後
2. 1 2  予算額
3. ↑  当初予算
4. ↑  国際通貨基金推計

日銀が公表した2013年（平成25年）度の「資金循環統計」によると、2014年（平成26年）3月末の国債等残高は998兆円となっており、保有者の内訳は、金融仲介機関587兆円（構成比58.8%）、一般政府・公的金融機関88兆円（8.9%）、中央銀行201兆円（20.1%）、国外84兆円（8.4%）、家計21兆円（2.1%）、その他17兆円（1.7%）となっている。2014年（平成26年）3月末時点の日銀の日本国債保有残高は201兆円で、過去最高を更新しており、保有者に占める日銀の割合は20.1%で最大の保有者となった。

### 発行残高と対GDP比
日本は他の先進国に比較して、国内総生産(GDP)に対する国債の発行残高の割合が著しく高い。2006年はバブル崩壊以降初めて一時的にGDP比の債務額が減少したが、累積債務の増加は続いている。2011年（平成23年）末時点の日本国債の発行残高は789兆円であった。それに対し2010年度の一般会計税収入は約40.9兆円であった。
2010年の日本の公債はGDPの198%と推計されている。これはジンバブエ共和国の234%に次ぎ世界で2番目であり、先進工業国の中では突出している。2011年に債務不履行の危機にあるギリシャは143%であった。2013年5月現在の日本政府の純債務は対GDP比で134%となっており、財政破綻したギリシャの155%に近くなっている。
2012年3月末現在の国のバランスシートでは、負債総額は1088兆円、資産総額は626兆円となっている。
2013年3月6日、財務省は国債の残高が10年後の2022年度末に1000兆円を超えるという試算を発表した。
2014年1月31日、財務省が発表した2012年度末の「国の財務書類」によると、債務超過の金額は、これまで最悪だった2011年度からさらに17.7兆円増えて477.0兆円となった。
2014年4月28日、財務大臣の諮問機関である財政制度等審議会は、政府が2014年現在の財政健全化目標を達成できたとしても（実質GDP2%・名目GDP3%の成長率、名目長期金利3.7%、インフレ率1%などが続くとの前提）、その後に更なる収支改善策を実行しなければ、国と地方を合わせた債務残高は、2060年度には2014年現在の6倍を超える8157兆円余り（対GDP比で2014年現在の1.6倍の397%）にまで膨らむとの試算を初めて示した。また、財政再建に取り組まず、基礎的財政収支（プライマリー・バランス）の黒字化も達成できなかった場合、国の借金はGDP比約5.6倍の1京1422兆円に膨らむとの試算を示した。
2014年5月9日、財務省は、国債や借入金を合わせた「国の借金」が2013年度末で過去最大の1024兆9568億円となったと発表した。「国の借金」のうち、国債は853兆7636億円となった。

### 金利
日本政府の所有する資産は国債発行残高を上回っているため、2013年時点では市場の債券価格は安定しており、日本の国債は国内の需要が非常に高い。その結果、金利は1%前後と、他国と比べて非常に低い水準で推移している。2013年4月5日、長期金利の指標である新発10年債の利回りが0.315%となり、過去最低を更新した。
2013年4月18日、日本銀行は日本国債の金利が上昇した際の銀行や経済に及ぼす影響について、仮に1年間に金利が2%上昇した場合、銀行の損失が膨らんで貸出を絞り込むことなどでGDPが最大1.7%減少するという報告をまとめた。また、全年限の金利が同時に1%上昇する場合の金利リスク量は、2012年3月末時点で、大手行で3.7 兆円、地域銀行で3.0 兆円、信用金庫で1.6 兆円であると報告している。
2013年10月、日銀は金利が1%上昇した場合、保有する国債など債券の価格が下落することで国内の金融機関に生じる損失は、総額で7兆9000億円に上るという試算をまとめた。
2014年12月12日、国債市場で、長期金利の指標である新発10年債の終値利回りが0.395%と、終値として過去最低を更新した。
2016年2月9日、日本銀行のマイナス金利政策の影響により、新発10年物国債の利回りが-0.035%と、初めてマイナス金利となった。その後も2019年8月には-0.286%になるなど、更に下落していった。

### 格付け
2007年10月、米スタンダード&プアーズ(S&P)は、日本国債の格付けを、最上位から2番目の「AA」、ムーディーズは21段階中4番目の「Aa3」としている。他の先進国と比べると最低水準にある。だが、どの格付け会社も「返済能力が高い」という見解は崩していない。
2009年5月、ムーディーズは円建ての日本国債の格付けを「Aa2」としたと発表。
2011年1月27日、米スタンダード&プアーズ(S&P)は、財政の悪化懸念を理由に、日本国債の格付けを最上位から3番目の「AA」から、1段階引き下げて「AA-(ダブルAマイナス)」に格下げした。S&Pが日本国債を格下げするのは、2002年4月に「AA」から「AA-」に引き下げて以来8年9カ月ぶり。他にも、世界的な格付け機関であるフィッチもボツワナと同じ水準の格付けをしている。ただしボツワナはダイヤモンドの鉱山に恵まれ、財政も豊かである。国債の格付けとしては低くない。
2011年8月24日、ムーディーズは日本国債の格付けを1段階引き下げ「Aa3」とした。
2012年5月22日、フィッチは日本の財政再建への取り組みが遅れているためとして日本国債の格付けを1段階引き下げ「A+」とした。
2014年12月1日、ムーディーズは財政赤字の中期的な削減目標の達成可能性などについて、不確実性が高まったためとして日本国債の格付けを1段階引き下げ「A1」とした。
2015年4月27日、フィッチは日本政府が消費増税を先送りしたが、穴埋め策を今年度予算で講じなかったとして1段階引き下げ「A」とした。
2015年9月16日、米スタンダード&プアーズ(S&P)は日本経済がソブリンの信用力を支える効果が過去3、4年間低下しており、この傾向を今後2、3年で好転させる可能性は低い、として1段階引き下げ「A+」とした。
2002年、ムーディーズ、スタンダード&プアーズ、フィッチ・レーティングスの格付け会社三社が日本国債の格付けを引き下げた際に、当時の財務省の黒田東彦財務官は、この三社に意見書を送っている。「日本国債のデフォルトはありえない」といった主旨であった（平成14年4月30日）。
| 国名                   | 格付け        |
| ---------------------- | ------------- |
| ドイツ                 | AAA（安定的） |
| 米国                   | AA+（安定的） |
| フランス               | AA-（安定的） |
| 英国                   | AA（安定的）  |
| 日本                   | A+（安定的）  |
| イタリア               | BBB（安定的） |
| （2024年10月26日現在） |               |

| AAA  |     |      |
| AA+  | AA  | AA-  |
| A+   | A   | A-   |
| BBB+ | BBB | BBB- |

### 海外投資家による日本国債の売買金額やシェア率
日本証券業協会が2022年8月22日に発表した同年7月の国債売買高では、海外投資家が日本国債を大きく買い越し、買い越し額はデータがある2004年以降では最大の5兆3582億円となった。
財務省が2023年1月12日に発表した対外・対内証券売買契約によると、2022年に海外勢による日本の中長期国債の売り越し額は10兆円を超えて過去最大となり、海外勢の売買シェアが4割を超える結果となった。

## 国債発行と社会保障・経済政策

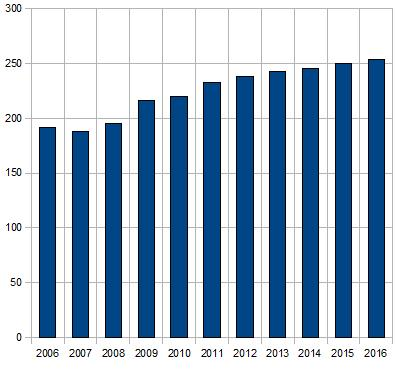
国際通貨基金（IMF）による債務残高対GDP比(%)の予測
債務残高は以下のものを合わせたものだと思われる。
- 普通国債
- 地方の長期債務
- 政府短期証券
- 財投債
- 政府保証債務
- 借入金など

### 低負担層に対する過剰福祉による赤字財政・現代世代の負担増加
1980年代後半のバブル経済期には好況に支えられて税収が歳出を上回る年もあり、国債発行額も抑制されていた。しかしバブル崩壊以降、日本経済は長期低迷し、税収は減少する一方で社会保障費、特に医療・介護・年金などの支出は増大を続けた。これにより日本の財政は、慢性的な赤字国債依存の放漫財政構造に陥り、財政赤字が恒常化している。特に、医療や介護サービスの利用が多いにもかかわらず自己負担が低く抑えられている高齢者層は、「社会的弱者」とされることで低負担での多額給付を享受しており、費用に見合った保険料や税負担を伴わない「低負担高福祉」の典型となっている。これにより、本来支える側である現役世代や若年層に財政的負担が集中し、世代間格差が拡大している。日本では平均寿命が延びた一方で、健康寿命との間に10年前後の差があり、長期間にわたり寝たきりや要介護状態となる「不健康長寿」が深刻な社会問題となっている。さらに、終末期医療においても本人の意思確認や生活の質よりも延命措置が優先されるケースが多く、国際的には延命虐待とみなされかねない状況も散見される。また、日本の制度では年金が入院中も継続して支給される一方で、高額療養費制度などにより自己負担額は低く抑えられているため、入院中であっても生活費を上回る収入が得られるケースがある。この結果、寝たきりの高齢者が家計の中心的収入源となる、いわゆる「寝たきり大黒柱」という現象も発生している。これにより、本人のQOL（生活の質）を損ねたまま延命が続き、家族の介護疲弊や医療費・介護費の国家財政圧迫にもつながっている。こうした構造的問題の一因として、政治的に高齢者層の票を背景としたシルバーポピュリズム的政策が展開されており、必要な社会保障改革が先送りされてきた経緯がある。現役世代への再分配や世代間公平の視点に立った制度設計が求められているが、選挙における票田との兼ね合いから抜本的改革には至っていない。財政再建を掲げながらも、民主政国家であるため、美濃部亮吉やら社共共闘で始まった革新自治体による1969年以降の高齢者医療費無償化以降に「低負担でも高福祉」という無責任な政策を主張する革新政党によって政争の具にされた。自民党や大蔵省(現在の財務省)は、高齢者医療費の無償化には財政的持続性が無いと反対したが、地方選挙や国政選挙で自民党が議席を減らして革新政党が議席を伸ばすなど有権者の多数派の意向には逆らえず、無償化実施していない都道府県が残り2県にまでなった田中角栄時代の1973年に日本政府と自民党は高齢者医療無償の全国化実施に追い込まれた。その後も、低負担層に対する過度な給付削減・世代間格差のある制度への見直しが実質的に行われず、赤字国債発行を前提とする与野党の財政ポピュリズム的姿勢は財政規律を欠いた放漫財政の原因と指摘される。特に日本の左派政党は、「社会民主主義」を名乗りながらも冷戦期のようなマルクス・レーニン主義的な大企業や投資家敵視する政党のみであり、北欧のような大企業を含めた企業振興優遇税制や投資家優遇税制への支持・高い消費税率を含む個人重税高福祉の両方を唱える現実的社会民主主義政党が存在しない問題も指摘される。日本の国債には2019年時点でも、将来的な金利上昇リスク・インフレリスク・低負担で生きた世代による将来世代への負債転嫁問題への懸念がされている。基本的には税収は増え続けているものの、それを超える速度で膨張している社会保障保障による歳出が上回り続けている。

#### 発展途上国との価格競争激化・既存正社員解雇優遇による慢性的デフレ
オイルショックのために1975年の時限だったはずが膨張を続ける赤字国債発行量、利息元金の返済（償還）に対する懸念により、1980年代には好景気×高齢者人口的に低負担高福祉の是正を中心にした歳出削減と増税による財政再建推進政策のチャンスであった。しかし、1990年代のバブル崩壊とたまたま重なった冷戦終結を受けたグローバリゼーション深化、発展途上国との低価格競争の激化により、不景気とデフレの時期が始まってしまった。発展途上国労働者製品との低価格競争の本格化、既存正社員優遇となる解雇規制問題を放置したことが「不景気のデメリットを一身に負う新卒世代」(氷河期世代)を生み、冷戦終結以降のデフレとなった日本の大きな構造的要因となった。景況悪化期になったため、経済学の教科書通りに日本政府は財政出動と金融緩和で景気刺激をおこなった。その間に、与野党とも選挙のために社会保障削減改革はされず、高齢者を中心にした低負担層への高福祉政策による社会保障費は拡大し続け、財政再建は後回しにされて財政赤字は膨張し続けた。2010年の民主党政権に対する財政政策に関しては、以下のような改善策や提案がある。2010年の日本は投資の機会費用が投資利益率（ROI）を上回った状態にあり、インフレーション期待の醸成を怠った結果、流動性の罠に陥り、量的金融緩和政策が効かない状態にある。潜在成長率の低下の問題や金融政策の限界により、財政政策のみでは十分でなく、金融政策の有効性を回復させるには構造改革の実施が必要であるとする。

#### 大震災時の中央銀行への国債の買いオペ要求
東日本大震災の翌月である2011年4月27日、超党派の国会議員が支援するデフレ脱却国民会議が会見を行い、日銀が震災国債を買いオペレーションの対象にすることを要求する提言を行った。

### 中央銀行による国債の直接引受
中央銀行が直接国債を買い入れる政策が検討され、過去に実施されている。
銀行による国債購入は、日銀が政府から直接国債を購入して、政府が日銀に開設している口座に預金を供給すること（日銀による政府への信用創造）、いわゆる財政ファイナンスとほぼ同じである。というのも、銀行による国債購入も日銀が供給した当座預金を通じて行われているからである(発行と流通のしくみ)。ただし、銀行が国債を購入して政府が支出する場合は、銀行の日銀当座預金の総額は変わらないのに対して、日銀が政府から国債を直接購入する場合は、銀行の日銀当座預金の総額は増える。

#### 財政法
財政法第5条では原則として日本銀行が直接日本国債を購入するこ止しているが、但し書きで国会の議決があれば可能であると規定している。この規定は戦前戦後の公債日銀引き受けによって通貨の膨張的増加を通じ激しいインフレーションを生じた反省からきている。他方で、日本銀行が過去に市中から買った日本国債が満期を迎えた際に新しく発行された借換債（日銀乗換）に切り替えるという形で、日本銀行による日本国債の直接引き受けは国会の議決の範囲内で毎年行われている。これは国債の借換（日銀乗換）であれば総額は変わらず、禁止された通貨膨張に該当しないためである。
日本国において日本銀行券を増刷する官庁は、切手や政府刊行物等の印刷も行う独立行政法人国立印刷局であり(独立行政法人国立印刷局法第11条第1項第1号)、日本銀行ではない。財務大臣が定める計画に従った枚数を増刷している（独立行政法人国立印刷局法第12条）。

#### 日銀券ルール
「銀行券ルール」とは、2001年3月の金融政策決定会合で決定された「金融調節上の必要から行う国債買入れ」を通じて、日本銀行が「保有する長期国債の残高について銀行券発行残高を上限とする」というものである。2013年4月4日、日銀の「量的・質的金融緩和」の導入に伴い、「銀行券ルール」の適用の一時停止が決定した。
撤廃論
連邦準備制度（FRB）議長就任前のベン・バーナンキは日銀券ルール（銀行券ルール）について「合理性がわからない」「このルールは撤廃すべき」と述べている 。このルールは2001年3月の量的金融緩和政策導入時に日銀が定めたものであり、経済学的な根拠についての疑問が出されている。世界の主要中央銀行はこのルールを持たない。
維持論
白川方明日銀元総裁は、日銀券ルールについて「撤廃すると、財政ファイナンスの面にも長期金利の面にも悪影響が出てくる。金融政策の目的が物価安定の下での持続的な経済成長の実現ということから離れて、財政ファイナンスに焦点が絞られてくると、将来の金融システムに対する不確実性が増大し、長期金利が上がってしまう。特に日本のように財政バランスが悪い国においては非常に大事なことだ」と述べた。また「銀行券の量の限界を超えて中央銀行が国債を購入すると、インフレが起こるか、長期金利が先行的に上昇する」と述べ、日銀券ルールは理論的根拠が乏しいとの見方をけん制している。

#### 利点
国債引き受けを行うメリットは様々あるが、財政政策と金融政策のポリシーミックスを挙げることができる。単に財政出動を行う場合に懸念される円高を金融緩和により抑えこむことが可能であると指摘する意見がある。

#### 戦前の政策
日本では昭和恐慌を金融緩和によって乗り切ったという歴史的事実がある。そのときは財政支出を賄うため国債を発行したが、その国債を日銀がすべて引き受けた。当時の大蔵大臣の高橋是清の名をとって、高橋財政と呼ばれている。高橋是清は、1932-1935年にかけて32億円の国債を発行し、86%にあたる27.5億円を日本銀行に買い取らせた。日銀が買い入れた国債の大半は市中銀行に売ったため、日銀が保有した国債は4年間で2億8000万円の約10%の増加に収まっている。国債直接引き受けについて、日本銀行は『日本銀行百年史』で「本行の歴史始まって以来、最も遺憾とすべき事柄であった」と記している。高橋財政期、二・二六事件までは通貨膨張はみられていなかった。
日銀の国債の引き受け発行を開始した1932年11月25日から、二・二六事件による暗殺が起きた1936年2月26日の約4年間の高橋蔵相在任期間の平均インフレ率（GDPデフレーター）は2.4%と安定的に推移している。恒常的に年率10%のインフレが続いたのは、高橋蔵相暗殺後に本格的な戦時体制が確立されてからであり、実質的に軍部が政治的実権を握り、軍事費が膨張したためである。高橋財政期のインフレ率は高くとも6.5%であり、さらに最後の2年間は2%台、すなわちマイルドインフレであった。高橋是清による日銀国債引き受けは、1929年の世界恐慌から日本が立ち直るために最善の経済政策であったという評価がある。他方で、安易に通貨を調達できる状況に政府や国民が甘え、財政規律が失われたという見方もある。
高橋是清は景気回復をもって金融緩和から引き締めに転じ、財政規律を回復させようとしたが、二・二六事件で暗殺されてしまう。高橋暗殺前に、ロンドン市場でポンド建ての日本国債は暴落してハイイールド債扱いされていた。日本国債の金利には極めて大きなリスクプレミアムが発生しており、通貨膨張がみられた二・二六事件以降の1939年にはさらに上昇を見せた。そのため、海外からの資金調達が難しくなり、国債引き受けを停止するのは容易ではなかった。他方、高橋財政期にリフレーション政策を行った後の国債価格の下落は、暴落ではなく安定的に推移したという分析もある。
ベン・バーナンキFRB議長は、高橋是清が行なった日銀国債引き受けを有効な政策として評価している。

#### デフレ不況での提言
2011年度予算では日銀保有国債の内30兆円の借換債の償還枠があり、そのうちの12兆円を日銀乗換へ利用することが決定したが残りの18兆円分は新たに国会議決せずに既に成立した今年度予算の範囲内で利用できる。この日銀乗換12兆円という金額は国会で決議された上で既に掲載されている。そのため金額の変更を行うには国会の決議が必要である。また、日銀国債引き受けによる通貨膨張の危険性は認めつつ、日銀保有国債のうち償還額の範囲内であればその危険性はないと指摘する意見がある。この通貨膨張の判断は、日本銀行が保有する国債の総額を見る必要がある。通貨膨張については、世界金融危機の影響により2009年7月以降微増傾向にあり、2011年東日本大震災災害対応のため緩和状態にあると指摘する意見がある。
ノーベル経済学賞受賞者であるジョセフ・E・スティグリッツは、長期デフレに苦しむ日本がデフレから脱却するために政府紙幣を発行すべきであると提唱した。政府紙幣の発行は、国債の市中発行あるいは無利息の永久国債の日銀引き受けと実質同じ経済政策であるとしている。景気低迷のデフレ経済ではゼロ金利継続により政府紙幣が日銀へ還流する弊害は避けられるが、景気が上昇するとゼロ金利は継続できなくなり市中で流通する銀行券、政府紙幣、コインの残高にインフレ率を乗算した金額のインフレ税が発生し民間から政府へ財が移転することになるとしている。
ポール・クルーグマンは日本が長期不況から抜け出すための解答自体は極めて簡単であり、お金を大量に刷ること(Print lots of money)で需要を喚起し、インフレ期待を作成することが経済を拡大する唯一の方法であると述べている。クルーグマンは上記1997年頃の記載を参照して紙幣の限りない印刷によるインフレを薦めた様に受け止められたが、実際はインフレ期待生成の提言である。
日本のようにインフレ期待の生成を怠った結果による流動性の罠の下ではマネタリーベースを拡大してもインフレ率を引き上げることはできない。インフレ期待は直接コントロールできない。政策サイドは総需要を拡大し失業を減少させインフレ率上昇とトレードするか、総需要を抑制して失業を増加させインフレ率低下とトレードオフする。
ベン・バーナンキは、世界金融危機下で量的緩和政策を採用したものの、インフレ期待を生成する政策はインフレ率が思わぬ上昇をする可能性などベネフィットよりコストが上回ると予想したため採用していなかったが、2012年1月25日に米連邦準備理事会は2%のインフレターゲットの導入を発表した。

#### 財政規律の喪失時のインフレリスクによる論争
増発される国債の消化を日銀に手伝わせるということは、典型的な赤字財政のマネタイゼーションであり、財政規律の喪失を意味するという危険を伴う。コストが大きく、リスクを伴うので賢明とは思えないという反対論がある。
日銀の国債引き受けは長期金利を高騰させるという論に対しては、デフレギャップが存在し資本が余っている状況で大きく金利が上がるとは考えにくく、さらには昭和恐慌からの脱却過程でも長期金利の上昇はきわめて緩慢であったと指摘する意見がある。
国債の日銀引き受けで国債価格が暴落するという論については、国債を日銀が引き受ければ民間に対する国債の供給は増えないので、民間引き受けの場合に比べてむしろ国債価格の低下、あるいは国債金利の上昇を防ぐことができると指摘する意見がある。IS-LM分析の応用問題に属する。
国債の直接引き受けで日銀が安易に通貨を増発すると、世の中でのお金の流通量も増え、インフレなど多くの弊害を生む恐れがあるという反論がある。日本は10年超マイルドなデフレに陥っており、需給ギャップは20兆円程度と言われている。デフレに苦しめられている現状で、需給ギャップを埋め、インフレにすることに何ら問題はなく、過大なインフレが生じる懸念があるのならば、インフレターゲットにより目標インフレ率を設定した上で、政府と日銀が政策運営を行えばよいと指摘する意見がある。
中央銀行による国債の引き受けは、ハイパーインフレを引き起こすとの懸念がある。アメリカのFRBは、リーマン・ショック後、金利上昇を回避しつつ、大量の国債を買い入れている。FRBの米国債保有残高は、2011年6月時点で1兆400億ドルに上る。しかし、アメリカでハイパーインフレの兆候は全く見られないと指摘する意見がある。
日本銀行の調査によれば、1934-1936年の消費者物価指数を1とした場合、1954年は301.8と8年間で物価が約300倍となった。このインフレの原因は戦前から戦中にかけての戦時国債、終戦後の軍人への退職金支払いなどの費用を賄うために政府が発行した国債の日本銀行の直接引き受けとされている。第二次世界大戦中に発行した戦時国債は、デフォルトはしなかったが、その後戦前比3倍の戦時インフレ（4年間で東京の小売物価は終戦時の80倍）によってほとんど紙屑となった。これを踏まえて、低インフレ・低金利の状況では、中央銀行国債引き受けにより財源が生まれたように見えるため、そこから抜け出すことが困難となる危険性や、国債引き受けを要請された中央銀行がそれを引き受けるという独立性の喪失により、過去のように物価の安定の喪失や財政リスクが高まる事態に再び陥る危険性を指摘する意見がある。
ノーベル経済学者のロバート・マンデルは、基本的なケースでは、インフレ率が上がるほどには国債の長期金利が上がらないことを証明しているとしている。長期金利が上がると、投資や消費活動に影響が出るし、債券価格が下落するというマイナスもある。他方で株価の上昇で、それを通じた消費の増加という資産効果もある。金利上昇で国債を保有する銀行は損をするが、株価上昇で証券会社の利益は増える。
賛成論の政治家として、前自由民主党衆議院議員の山本幸三、元民主党衆議院議員の金子洋一、新党日本の田中康夫などがいる。反対論の政治家として、立憲民主党衆議院議員の野田佳彦、岡田克也などがいる。 
国債発行はインフレを招くため、異端である現代貨幣理論(MMT)でさえも「自国通貨を発行できる政府は、インフレにならない限り(金利が上昇しない限り)、大量の国債発行をある程度許容する」までとされている。しかし、、金利も物価も当然ながら変動するものであるため、現代貨幣理論の主張に沿った金融政策を行うと、物価が低迷し金利が上昇しない状況においては、「あたかも正当なものに見える」のは一時的な見せかけに過ぎず、インフレリスクが水面下で蓄積されていく状態を招くことになる。